# Hipoklorit
A hipoklorit, más néven klóroxid anion, képlete ClO−. Számos kationnal alkot vegyületet, ezek a hipokloritok. Gyakoriak a nátrium- (háztartási fehérítő) és a kalcium-hipoklorit (a fehérítőpor összetevője, az úszómedencékhez használt „klór”). A Cl–O távolság a ClO−-ban 1,69 Å.
A név a hipoklórossav észtereire, vagyis kovalensen kötött ClO– csoportot tartalmazó szerves vegyületekre is utalhat, például a klórozószer terc-butil-hipokloritra.
A legtöbb hipokloritsó vizes oldatként használatos. Elsősorban fehérítésre, fertőtlenítésre és vízkezelésre használják. Ezenkívül klórozásra és oxidációra is használatosak.

## Reakciók

### Savas reakció
A hipokloritok savas reakciója a klórral egyensúlyban lévő hipoklórossavat ad. Az alacsonyabb pH az alábbi reakciót jobbra tolja, klórt felszabadítva, mely veszélyes lehet:
{\displaystyle {\ce {2 H+ + ClO- + Cl- <-> Cl2 + H2O}}}

### Stabilitás
A hipokloritok általában instabilak, sok vegyület csak oldatban létezik. A lítium-hipokloritot (LiOCl), a kalcium-hipokloritot (Ca(OCl)2) és a bárium-hipokloritot (Ba(OCl)2) vízmentes vegyületként izolálták. Mindegyikük szilárd. Ezenkívül néhány vegyület előállítható vizes oldatban. Általában a hígabb oldat stabilabb. Nem határozható meg trend az alkáliföldfémsók esetén, mivel számos nem hozható létre. A berillium-hipoklorit ismeretlen. A tiszta magnézium-hipoklorit nem állítható elő, azonban a szilárd Mg(OH)OCl ismert.
Hevítéskor a hipoklorit kloridra, oxigénre és klorátra bomlik:
{\displaystyle {\ce {2 ClO- -> 2 Cl- + O2}}}
{\displaystyle {\ce {3 ClO- -> 2 Cl- + ClO3-}}}
E reakció exoterm, és koncentrált hipokloritok esetén irányíthatatlanná, robbanásszerűvé válhat.
Az alkálifém-hipokloritok stabilitása csökken a nagyobb alkálifémekkel. A vízmentes lítium-hipoklorit standard hőmérsékleten stabil, de a vízmentes nátrium-hipoklorit robban. A pentahidrát (NaOCl·(H2O)5) 0 °C felett instabil, de a háztartási fehérítők hígabb oldatai stabilabbak. A kálium-hipoklorit csak oldatban ismert.
A lantanoida-hipokloritok instabilak, de arról számoltak be, hogy stabilabbak vízmentesen, mint víz jelenlétében. A hipoklorit a Ce(III)-at Ce(IV)-gyé oxidálni.
A vízmentes hipoklórossav nem stabil, mivel klórt alkotva bomlik. Bomlásakor bizonyos formában oxigén is keletkezik.

### Reakciók ammóniával
A hipokloritok ammóniával reagálva előbb klóramint (ClNH2), majd diklóramint (Cl2NH), végül nitrogén-trikloridot (NCl3) adnak.
{\displaystyle {\ce {NH3 + ClO- -> HO- + NH2Cl}}}
{\displaystyle {\ce {NH2Cl + ClO- -> HO- + NHCl2}}}
{\displaystyle {\ce {NHCl2 + ClO- -> HO- + NCl3}}}

## Előállítás

### Hipokloritsók
A hipokloritsók klór és alkáli- és alkáliföldfém-hidroxidok reakciójával keletkeznek. Ez 20-25 °C-on történik, hogy ne jöjjön létre klorát. Ezt gyakran használják nátrium- és kalcium-hipoklorit ipari előállítására.
{\displaystyle {\ce {Cl2 + 2 NaOH -> NaCl + NaOCl + H2O}}}
{\displaystyle {\ce {2 Cl2 + 2 Ca(OH)2 -> CaCl2 + Ca(OCl)2 + 2 H2O}}}
Sok nátrium-hipokloritot állítanak elő elektrokémiai úton el nem választott klóralkáli-folyamattal. Ebben sós víz elektrolízisével keletkezik Cl2, mely vízben hipokloritot ad. Ez nem savas közegben folytatandó a klór felszabadulását megakadályozandó:
{\displaystyle {\ce {2 Cl- -> Cl2 + 2 e-}}}
{\displaystyle {\ce {Cl2 + H2O <-> HOCl + Cl- + H+}}}
Egyes hipokloritok sómetatézissel is előállíthatók kalcium-hipoklorit és fém-szulfátok közt. E reakció vízben játszódik le, és az oldhatatlan, így kicsapódó kalcium-szulfát képződésén alapul:
{\displaystyle {\ce {Ca(OCl)2 + MSO4 -> M(OCl)2 + CaSO4}}}

### Szerves hipokloritok

A terc-butil-hipoklorit stabil szerves hipoklorit.

A hipokloritészterek általában a megfelelő alkoholokból állítható elő bizonyos reagensekkel (például klór, hipoklórossav, diklór-monoxid vagy savas hipokloritok) való kezeléssel.

## Biokémia

### Szerves klórvegyületek bioszintézise
A kloroperoxidázok szerves vegyületek klórozását katalizáló enzimek. Ez a szervetlen kloridot és hidrogén-peroxidot egyesíti Cl+-ekvivalenst adva, mely a szubsztrát protonját cseréli le:
{\displaystyle {\ce {RH + Cl- + H2O2 + H+ -> RCl + 2 H2O}}}
A „Cl+” forrása a hipoklórossav (HOCl). Sok szerves klórvegyület bioszintézise történik így.

### Immunválaszban
Fertőzésre válaszolva a humán neutrofil granulociták kevés hipokloritot állítanak elő. Ezek vírusokat és baktériumokat kebeleznek be a fagoszómában, ahol azokat megemésztik.
Az emésztés része egy enzimmediált oxidálószer-termelés, mely során reaktív oxigénszármazékok, például az NADPH-oxidáz termelte szuperoxid keletkeznek. A szuperoxid oxigénné és a klorid hipoklorittá való mieloperoxidáz által katalizált alakításában felhasznált peroxiddá bomlik.
Alacsony hipoklorit-koncentrációk a baktériumok hősokkproteinjeire hatnak, stimulálva sejten belüli chaperon szerepüket, a baktériumok összeállását okozva később elhaló csomókba. E tanulmány alapján alacsony, μM-os hipokloritszintek az Escherichia coli és Vibrio cholerae védekezési mechanizmusát aktiválják, de ennek következményei nem tisztázottak.

## Ipari és háztartási használat
A hipokloritok, különösen a nátrium- és a kalcium-hipoklorit széles körben használhatók az iparban és a háztartásban egyaránt fehérítőként, hajvilágosításra és folteltávolításra. Ezek voltak az első forgalmazott fehérítők, nem sokkal azután, hogy e tulajdonságot Claude Berthollet 1785-ben felfedezte.
A hipokloritok széles spektrumú fertőtlenítőként és szagsemlegesítőként is használhatók. Ezen alkalmazás nem sokkal azután kezdődött, hogy Antoine Germain Labarraque ezt felfedezte 1820 körül – Louis Pasteur kórokozó-elmélete előtt.

## Laboratóriumi használat

### Oxidálószerként
A hipoklorit a klór-oxoanionok közül a legerősebb oxidálószer a félcella-standardpotenciálok összehasonlítása alapján; az adatok alapján a klór-oxoanionok savas közegben erősebb oxidálószerek.
| Ion        | Savas reakció                                                     | E° (V) | Semleges/lúgos reakció                                      | E° (V) |
| ---------- | ----------------------------------------------------------------- | ------ | ----------------------------------------------------------- | ------ |
| Hipoklorit | {\displaystyle {\ce {2 H+ + 2 HOCl + 2 e- -> Cl2(g) + H2O}}}      | 1,63   | {\displaystyle {\ce {ClO- + H2O + 2 e- -> Cl- + 2 OH-}}}    | 0,89   |
| Klorit     | {\displaystyle {\ce {6 H+ + 2 HOClO + 6 e- -> Cl2(g) + 4 H2O}}}   | 1,64   | {\displaystyle {\ce {OClO- + 2 H2O + 4 e- -> Cl- + 4 OH-}}} | 0,78   |
| Klorát     | {\displaystyle {\ce {12 H+ + 2 ClO3- + 10 e- -> Cl2(g) + 6 H2O}}} | 1,47   | {\displaystyle {\ce {ClO3- + 3 H2O + 6 e- ->Cl- + 6 OH-}}}  | 0,63   |
| Perklorát  | {\displaystyle {\ce {16 H+ +2 ClO4- + 14 e- -> Cl2(g) + 4 H2O}}}  | 1,42   | {\displaystyle {\ce {ClO4- + 4 H2O + 8 e- -> Cl- + 8 OH-}}} | 0,56   |

A hipoklorit elég erős oxidálószer a Mn(III) Mn(V)-té alakításához a Jacobsen-epoxidáció során és a Ce3+ Ce4+-gyé oxidálásához. Ezen erős oxidációs képességért hatékony fehérítő és fertőtlenítő.
A szerves kémiában a hipokloritok primer alkoholok karbonsavvá oxidálásához használhatók.

### Klórozószerként
A hipokloritsók klórozószerként használhatók. Például a fenolokat klórfenolokká alakítja. A kalcium-hipoklorit a piperidint N-klórpiperidinné alakítja.

## Kapcsolódó anionok
A klór −1, +1, +3, +5 vagy +7 oxidációs számú lehet anionokban (ezenkívül felvehet +4 oxidációs számot a klór-dioxidban).
| Klór oxidációs száma | −1     | +1         | +3     | +5     | +7        |
| Név                  | klorid | hipoklorit | klorit | klorát | perklorát |
| Képlet               | Cl−    | ClO−       | ClO−2  | ClO−3  | ClO−4     |
| Szerkezet            | Klorid | Hipoklorit | Klorit | Klorát | Perklorát |

## Fordítás
Ez a szócikk részben vagy egészben  a   Hypochlorite című angol Wikipédia-szócikk ezen változatának fordításán alapul.  Az eredeti cikk szerkesztőit annak laptörténete sorolja fel. Ez a jelzés csupán a megfogalmazás eredetét és a szerzői jogokat jelzi, nem szolgál a cikkben szereplő információk forrásmegjelöléseként.